# 弘福寺 (越南)
弘福寺（越南语：／）是一座位于越南广平省丽水县美水社的佛寺。该寺处在越南的中北部海岸地区，始建于1300年，已有约700多年的历史，是越南中部最古老的佛寺之一。在历史上曾历经多次重建及改名（曾用名如“知见庵”、“敬天寺”等）。

## 历史
1301年，越南陈朝的皇帝陈仁宗造访了这座寺庙，其后该寺被称为知见庵（Am Tri Kiến）。1716年，第六代阮氏广南国领主阮福淍将这座寺庙改名为敬天寺（Kính Thiên Tự）。1821年，阮朝的第二代君主明命帝参观了该寺，并再一次将之改名为弘福寺（Hoằng Phúc Tự），现在常俗称为“chùa Trạm”或“Chùa Quan”。
该寺在历史上已曾多次重建。其于1985年间被热带飓风所严重破坏，其后只剩下寺庙的大门和地基以及80公斤重的大钟和一些古佛像残存。这之后，该寺则被列入了广平省的文物名录。
自2014年12月起，佛寺的重建工作正式开始。2016年1月16日，柬埔寨僧王狄旺同越南政府的官员和来自越南和缅甸的僧侣以及越南各地的佛教信徒参加了新寺的落成典礼。此后，弘福寺被认定为越南的国家历史遗迹。仪式当天，来自缅甸的佛教僧团曾将仰光大金塔的佛祖舍利供奉在了弘福寺的佛塔。

## 图集

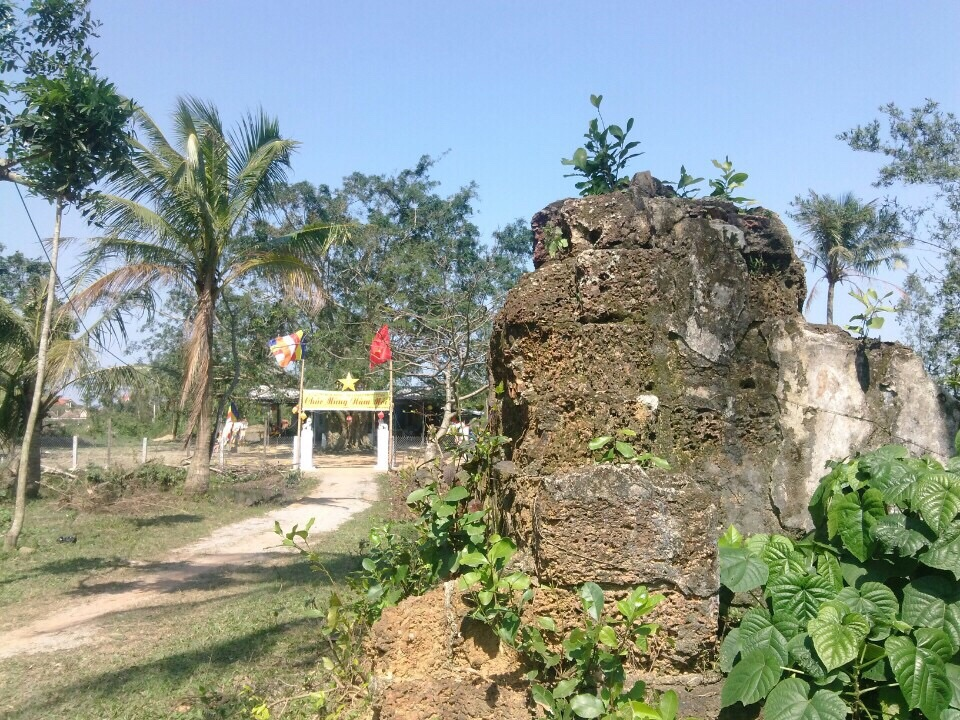
正门遗迹
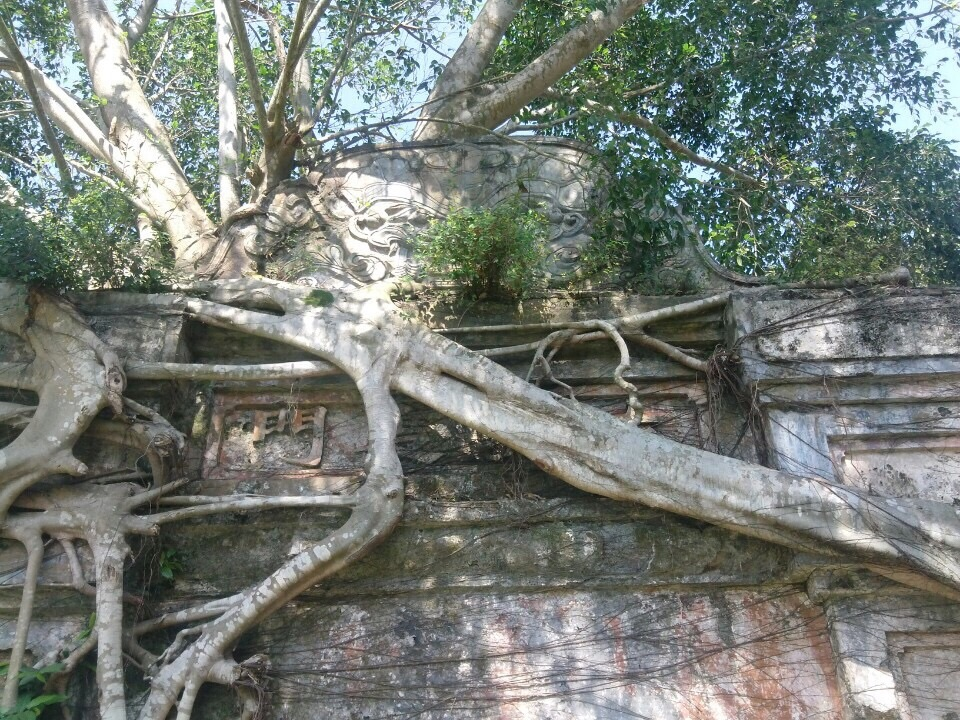
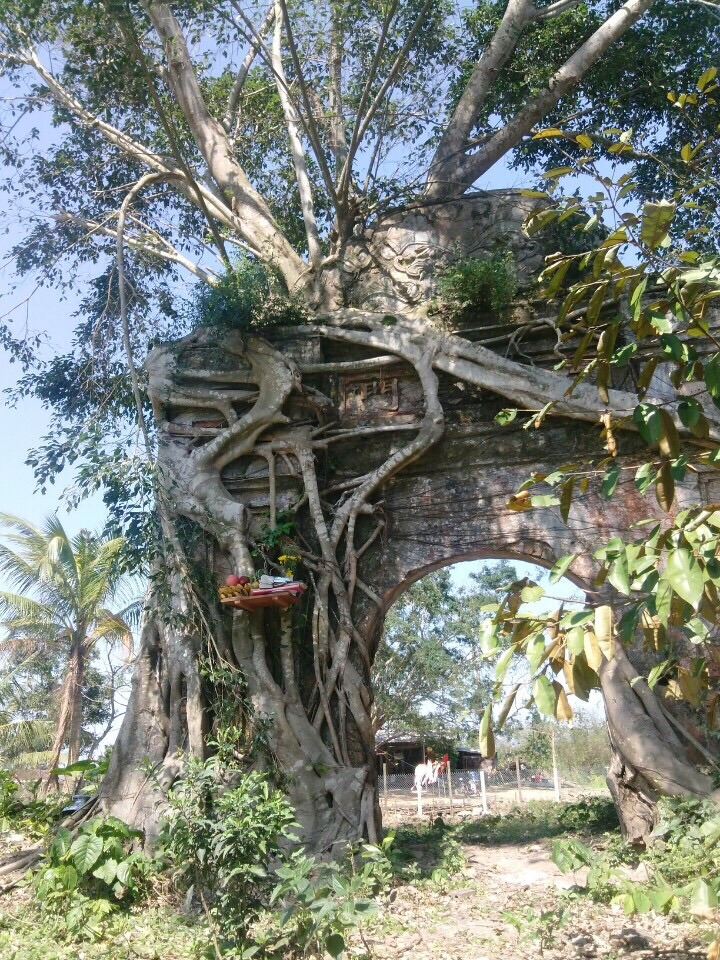
残存的佛寺正门
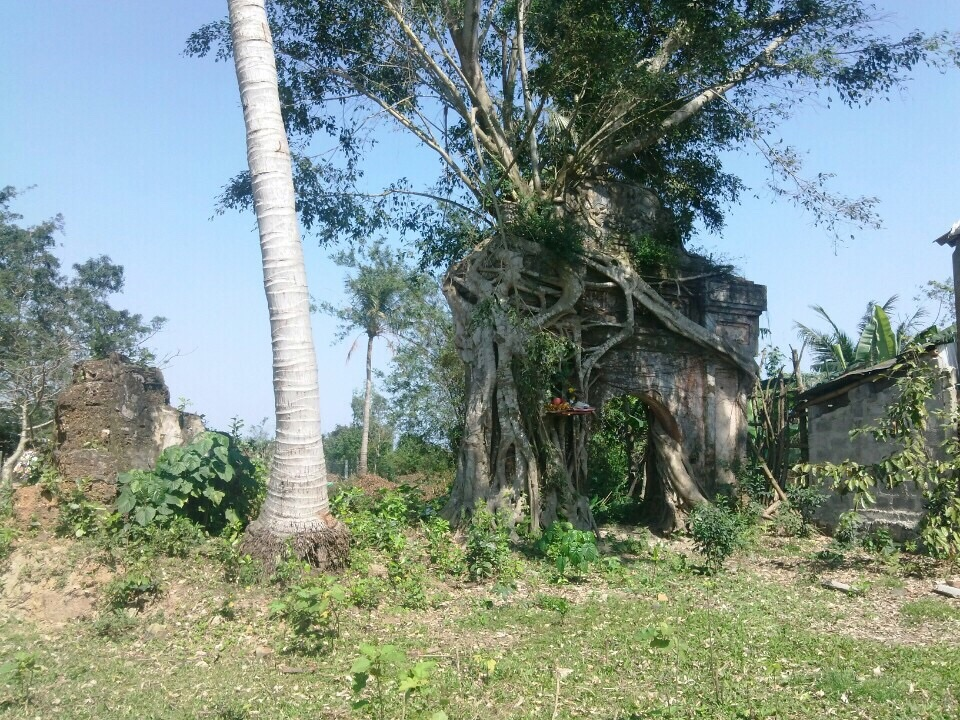
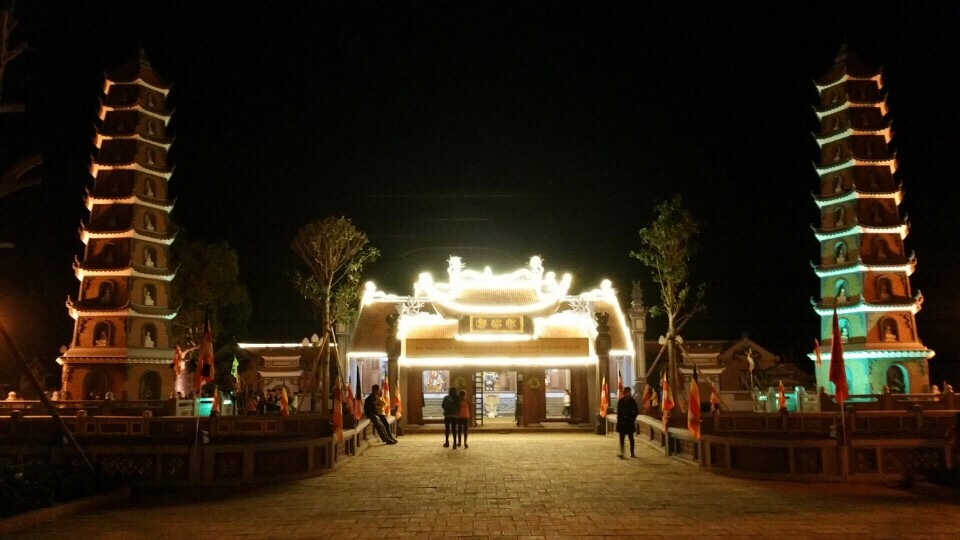
佛寺重建后的夜景
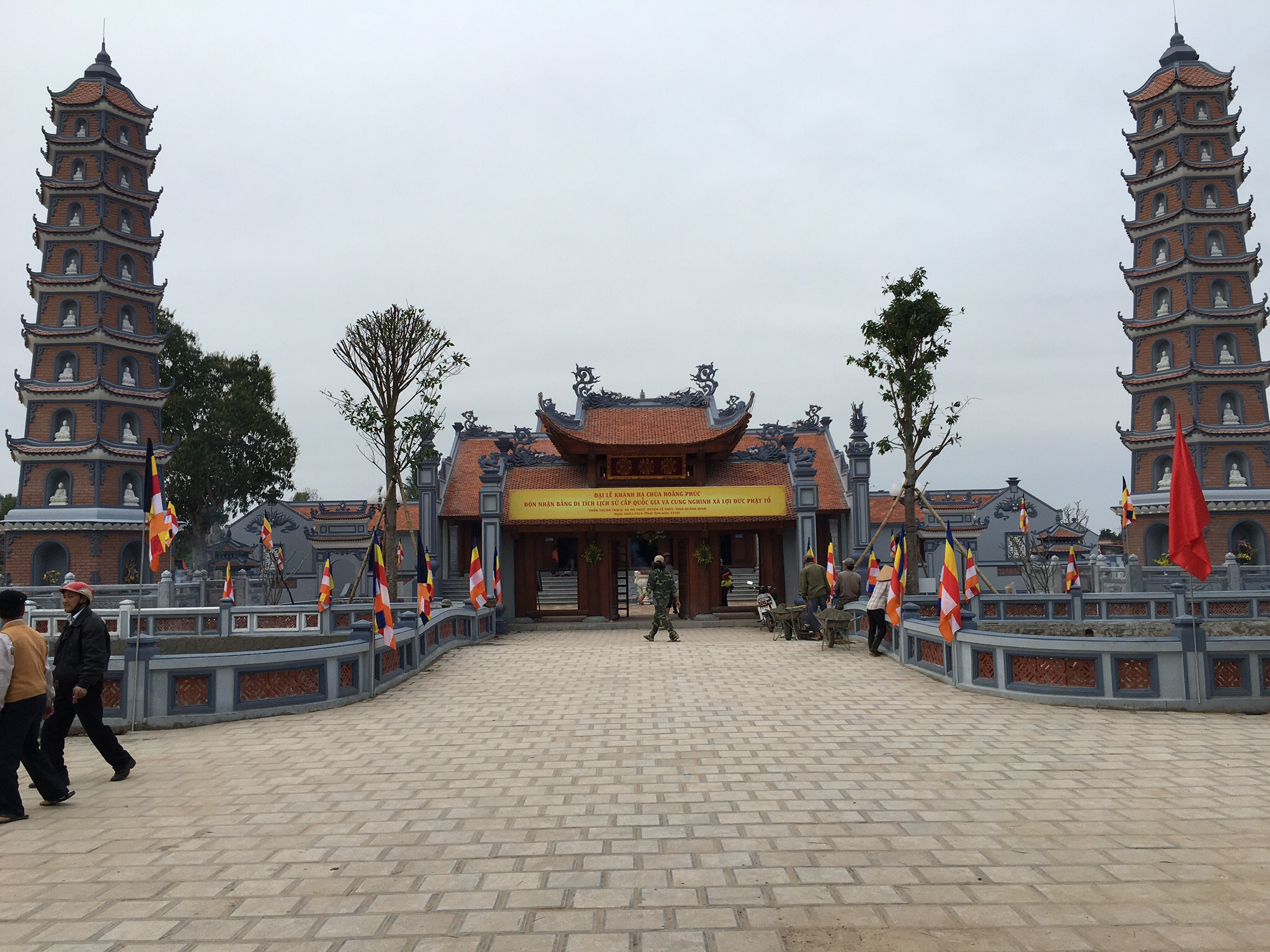
正面
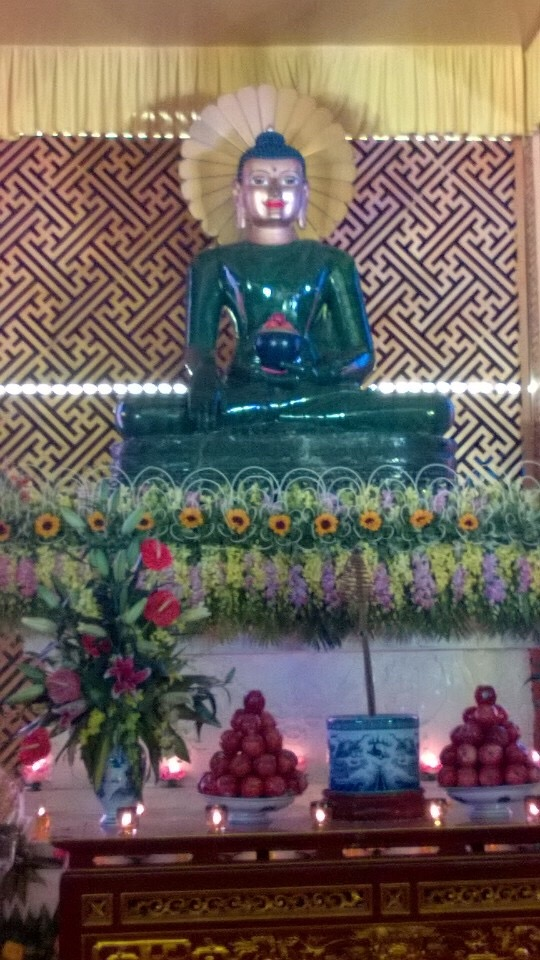
2016年3月27日至4月5日期间在弘福寺展出的翡翠佛像